# Liste der Mitglieder der American Academy of Arts and Sciences/2010
Im Jahr 2010 wählte die American Academy of Arts and Sciences 228 Personen in fünf Kategorien zu ihren Mitgliedern.
Unter den 228 Mitgliedern (fellows) sind 19 „foreign honorary members“, die keine Staatsbürger der Vereinigten Staaten oder dort tätig sind; diese sind farblich hervorgehoben.

## Neu gewählte Mitglieder

### Mathematische und physikalische Wissenschaften
- Richard Alley (* 1957)
- Yitzhak Apeloig (* 1944)
- Frank Bates (* 1954)
- Andrea Bertozzi (* 1965)
- Randal Bryant (* 1952)
- Adam Burrows (* 1953)
- Sunney Chan (* 1936)
- G. Wayne Clough (* 1941)
- Peter Constantin (* 1951)
- R. Graham Cooks (* 1941)
- Michael Dine (* 1953)
- Donald Forsyth (* 1949)
- Joseph Francisco (* 1955)
- Samuel H. Gellman (* 1959)
- Gary A. Glatzmaier (* 1949)
- William Andrew Goddard (* 1937)
- Nigel Goldenfeld (* 1957)
- Mark Green (* 1947)
- Martin Gruebele (* 1964)
- Andrew D. Hamilton (* 1952)
- Haim Harari (* 1940)
- Evelyn Hu (* 1947)
- David Huse (* 1958)
- Robert Kottwitz (* 1950)
- Kurt Lambeck (* 1941)
- Chung K. Law (* 1947)
- Andrea Liu (* 1962)
- Nancy Lynch (* 1948)
- Andrew Majda (1949–2021)
- Geoffrey Marcy (* 1954)
- Michel Mayor (* 1942)
- Peter Mészáros (* 1943)
- Parviz Moin (* 1952)
- James M. Moran (* 1943)
- Richard A. Muller (* 1944)
- Monica Olvera de la Cruz (* 1958)
- Ray Ozzie (* 1955)
- Kimberly Prather (* 1962)
- Thomas F. Rosenbaum (* 1955)
- Alanna Schepartz (* 1962)
- David Seidman (* 1938)
- Freydoon Shahidi (* 1947)
- Jalal Shatah (* 1957)
- Burton J. Smith (1941–2018)
- Michael Stonebraker (* 1943)
- Madhu Sudan (* 1966)
- Moshe Y. Vardi (* 1954)
- Ernest Winberg (* 1937)
- David A. Weitz (* 1951)
- Mary F. Wheeler (* 1938)
- John Warren Wilkins (1936–2019)
- Forman Williams (* 1934)
- Jeannette Wing (* 1956)
- Maciej Zworski (* 1963)

### Biologische Wissenschaften
- Edward H. Adelson (* 1954)
- Samuel Barondes (* 1933)
- Tom Blumenthal (* 1943)
- Harvey Cantor (* 1942)
- G. Marius Clore (* 1955)
- Jonathan J. Cole (1953–2023)
- Peter Cresswell (* 1945)
- Carlo M. Croce (* 1944)
- Ronald A. DePinho (* 1955)
- Susan Desmond-Hellmann (* 1957)
- David Drubin (* 1958)
- Susan K. Dutcher (* 1953)
- Lynn W. Enquist (* 1945)
- Martha J. Farah (* 1955)
- David Ferster (* 1952)
- Christopher B. Field (* 1953)
- Howard Fields (* 1939)
- Joaquín Fuster (* 1930)
- Michael M. Gottesman (* 1946)
- Daniel E. Gottschling (* 1955)
- Jessie Gruman (1953–2014)
- David Haig (* 1958)
- Benjamin Hall (* 1932)
- Richard Harland (* 1955)
- Ray Hilborn (* 1947)
- Ronald R. Hoy (* 1939)
- Jim Yong Kim (* 1959)
- Karla Kirkegaard (* 1954)
- Martin Kreitman (* 1959)
- Michael Levitt (* 1947)
- Timothy Ley (* 1953)
- William McGinnis (* 1952)
- Gary J. Nabel (* 1953)
- Carol Nadelson (* 1936)
- Olufunmilayo Olopade (* 1957)
- Roy Parker (* 1957)
- Linda Partridge (* 1950)
- Johanna M. Schmitt (* 1953)
- Robert D. Schreiber (* 1946)
- Deepak Srivastava (* 1966)
- Susan Strome (* 1952)
- Thomas Südhof (* 1955)
- John N. Thompson (* 1951)
- Günter Paul Wagner (* 1954)
- Bruce D. Walker (* 1952)
- James R. Williamson (* 1960)
- Fred Winston (* 1952)

### Sozialwissenschaften
- Larissa Adler-Lomnitz (1942–2019)
- Joseph G. Altonji (* 1953)
- Kathryn Bard (* 1946)
- Carles Boix (* 1962)
- Valerie Bunce (* 1948)
- Ricardo Caballero (* 1959)
- Gerald Clore (* 1939)
- Ruth B. Collier (* 1942)
- Ruth DeFries (* 1956)
- Theodore Eisenberg (1947–2014)
- Neil Fligstein (* 1951)
- Robert Gallucci (* 1946)
- Mark Gertler (* 1951)
- Edward Glaeser (* 1967)
- Jack Goldsmith (* 1962)
- Robert M. Groves (* 1948)
- John Hagan (* 1946)
- James S. Jackson (1944–2020)
- John Calvin Jeffries (* 1948)
- Joseph B. Kadane (* 1941)
- Roderick J. A. Little (* 1949)
- Paul G. Mahoney (* 1959)
- Scott Mainwaring (* 1954)
- José María Maravall (* 1942)
- Robert Mare (1951–2021)
- Nolan McCarty (* 1967)
- Jerald T. Milanich (* 1945)
- Gerald L. Neuman (* 1952)
- Wolfgang Pesendorfer (* 1963)
- Richard E. Petty (* 1951)
- Barry Posen (* 1952)
- Eric Posner (* 1965)
- Emmanuel Saez (* 1972)
- David Schmeidler (1939–2022)
- Myron S. Scholes (* 1941)
- Gary M. Segura (* 1963)
- Seana Shiffrin (* 1969)
- Robert Shimer (* 1968)
- Catherine Snow (* 1945)
- Joel Sobel (* 1954)
- Peter L. Strauss (* 1940)
- Loa P. Traxler (* 1963)
- Elisabeth Wood (* 1957)
- Philip Zimbardo (1933–2024)

### Geisteswissenschaften und Kunst
- Ervand Abrahamian (* 1940)
- Michael Blackwood (* 1934)
- Manuel J. Borja-Villel (* 1957)
- Leo Braudy (* 1941)
- Robert Paul Brenner (* 1943)
- Henri Cole (* 1956)
- Francis Ford Coppola (* 1939)
- Harvey Cox (* 1929)
- Charles Curran (* 1934)
- Stuart Curran (* 1940)
- Jon Michael Dunn (1941–2021)
- Shoshana Felman (* 1942)
- Frances Ferguson (* 1947)
- Hal Foster (* 1955)
- Paul Freedman (* 1949)
- Don Garrett (* 1953)
- Jan Goldstein (* 1946)
- Dan Graham (1942–2022)
- Greg Grandin (* 1962)
- Thomas Gunning (* 1949)
- Thomas Hampson (* 1955)
- Carla Hesse (* 1956)
- Daniel Walker Howe (* 1937)
- Toyo Ito (* 1941)
- Kathleen Kennedy (* 1953)
- Jaime Laredo (* 1941)
- Mike Leigh (* 1943)
- Neil Levine (* 1941)
- John Lithgow (* 1945)
- James Marrow (* 1941)
- Steve Martin (* 1945)
- Donald W. Meinig (1924–2020)
- Grigori Mints (1939–2014)
- Christopher Peacocke (* 1950)
- Stanley Plumly (1939–2019)
- William Leete Rawn (* 1943)
- David Robertson (* 1958)
- Marilynne Robinson (* 1943)
- Sonny Rollins (* 1930)
- Esa-Pekka Salonen (* 1958)
- Liev Schreiber (* 1967)
- Laurence Philip Senelick (* 1942)
- Marc Shell (* 1947)
- Roberto Sierra (* 1953)
- Richard Slotkin (* 1942)
- Scott Soames (* 1945)
- Heinrich von Staden (* 1939)
- Arnold Steinhardt (* 1937)
- Garrett Stewart (* 1945)
- Brian Stock (* 1939)
- Denzel Washington (* 1954)
- Craig M. Wright (* 1944)
- Jan Ziolkowski (* 1956)

### Public Affairs, Business und Administration
- Christiane Amanpour (* 1958)
- Philip S. Anderson (* 1935)
- Joseph E. Aoun (* 1953)
- R. Scott Appleby (* 1956)
- Gene D. Block (* 1948)
- Stephen W. Bosworth (1939–2016)
- David Brooks (* 1961)
- Louise Henry Bryson (* 1944)
- John Cornish (* 1947)
- Scott Cowen (* 1946)
- John J. DeGioia (* 1957)
- Roger W. Ferguson (* 1951)
- David Ferriero (* 1945)
- Robert W. Fri (1935–2014)
- Arthur L. Goldstein (* 1935)
- Charles O. Holliday (* 1948)
- John I. Jenkins (* 1955)
- Mark N. Kaplan (* 1930)
- Henry Kaufman (* 1927)
- Michael A. Keller (* 1945)
- Jim Leach (1942–2024)
- Nicholas Lemann (* 1954)
- Samuel J. Palmisano (* 1951)
- Loren Rothschild (* 1938)
- Marjorie Scardino (* 1947)
- Morton Schapiro (* 1953)
- Ratan Tata (1937–2024)
- John Thomson (* 1927)
- Luis Ubiñas (* 1963)
- Rowan Williams (* 1950)